# Big Boy
Gustavo Roy Díaz Sierra (Santurce, 11 de marzo de 1975), más conocido como Big Boy, es un cantante y compositor puertorriqueño. Es uno de los primeros cantantes del movimiento del hip hop latino. Aunque no solo incursionó en el género del rap, y por ende muchos lo han considerado siendo uno de los primeros boricuas mentores responsable en grabar, evolucionar sonido de orígenes panameños junto a Jimmy Diaz, Eric Restituyo y Wiso G, también en traer y contribuir mercado musical de Puerto Rico diversos géneros musicales de orígenes panameños por ej. ; Raggamuffin, Plena de Panamá, y Ragga -Rap un ejemplo de una canción notable lo es "Mis ojos lloran por ti" (reggae panameño/plena panameña) de 1996, con una colaboración del cantante Ángel López de Son by Four; la cual muchos la consideran como la primera canción de plena panameña que ha sido interpretada por un boricua y no por un nativo panameño a nivel mundial.Posterior se destacó como letrista y compositor. y también es uno de los máximos fundadores junto a Wiso G y Maicol & Manuel de resonancia musical en el reguetón underground.

## 1993: Los Inicios y Mr Big
Empezó a trabajar en la música con la mano de Dj Erick, el cual fue una pieza clave y una persona fundamental para el lanzamiento de su primer disco.
En 1993 sale a la calle su disco "Mr. Big", caracterizando el Tema "Donde están", versión en español del famoso tema "Six millions ways to die" del cantante jamaicano Cutty Ranks.
El disco vendio 150.000 copias a solo dos meses de su lanzamiento.
Este disco incluyo varios éxitos del artista, como María, Donde están, Quiero una nena, Get Out, entre otros.
Un dato importante sobre el disco es que cada canción del mencionado disco tiene un videoclip oficial.

## 1995: Que vayas con Dios
En el año 1995 sale su segundo disco llamado "Que vayas con Dios"
La canción homónima fue la más conocida del disco, esta canción habla sobre la muerte de un amigo, y también menciona que no hay que lamentarse para siempre por una tragedia como esta, ya que eso no dejara descansar el alma del fallecido.
También la canción fue cancelada en El Salvador debido a que fue usada por las Ms13.

## 1996: Mis ojos lloran por ti y la fama mundial
En el año 1996 sale el disco "Mis Ojos Lloran por ti", la canción la cual llama el disco se volvió un hit mundial, esta canción alcanzo el puesto 18 en Top Latin Songs
Aunque el disco también tuvo hits como "Voz sensual" y "Pase lo que pase", ninguno llego a acercarse al éxito de "Mis ojos lloran por ti"

## Accidente
En el año 1996 el cantante Big Boy sufrió un accidente automovilístico, el cual casi provoca su fallecimiento, este mismo accidente inspiro la canción "He chocado con la vida" en el año 1997, que fue el año en el cual salió el disco que se nombra de la misma manera. 

## Nominaciones
En el año 2003 su álbum "The Phenomenon" fue nominado a los Premios Grammy Latinos a Mejor Álbum de Rap/Hip-Hop 
Ese mismo año también se le nomino los premios Lo Nuestro 2003 a Álbum Urbano del Año y Mejor Interpretación Urbana, también por el disco "The Phenomenon"

## Discografía
Álbumes de estudio
- 1993: Mr. Big
- 1994: Que Vayas Con Dios
- 1996: Mis Ojos Lloran Por Ti
- 1997: He Chocado Con La Vida
- 1999: Big Impact
- 2000: Virus
- 2002: The Phenomenon
- 2003: Dando Candela
- 2005: El Comeback